# 和泉好
和泉 好（Izumi, Konomu）は日本の俳人である。平成14年から平成27年に掛け、伊豆半島賀茂郡の句会を指導した。

## 人物
昭和16年埼玉県生まれ。
飯田龍太、落合水尾に師事。
昭和53年毎日俳壇賞受賞、平成24年石川啄木賞受賞。
発行された句集は「白繭」（昭和62年９月）、「海十里」（平成14年3月）、「天城嶺」(平成24年２月)がある。
下田市俳句連盟によって建立された句碑が了仙寺に存在する。

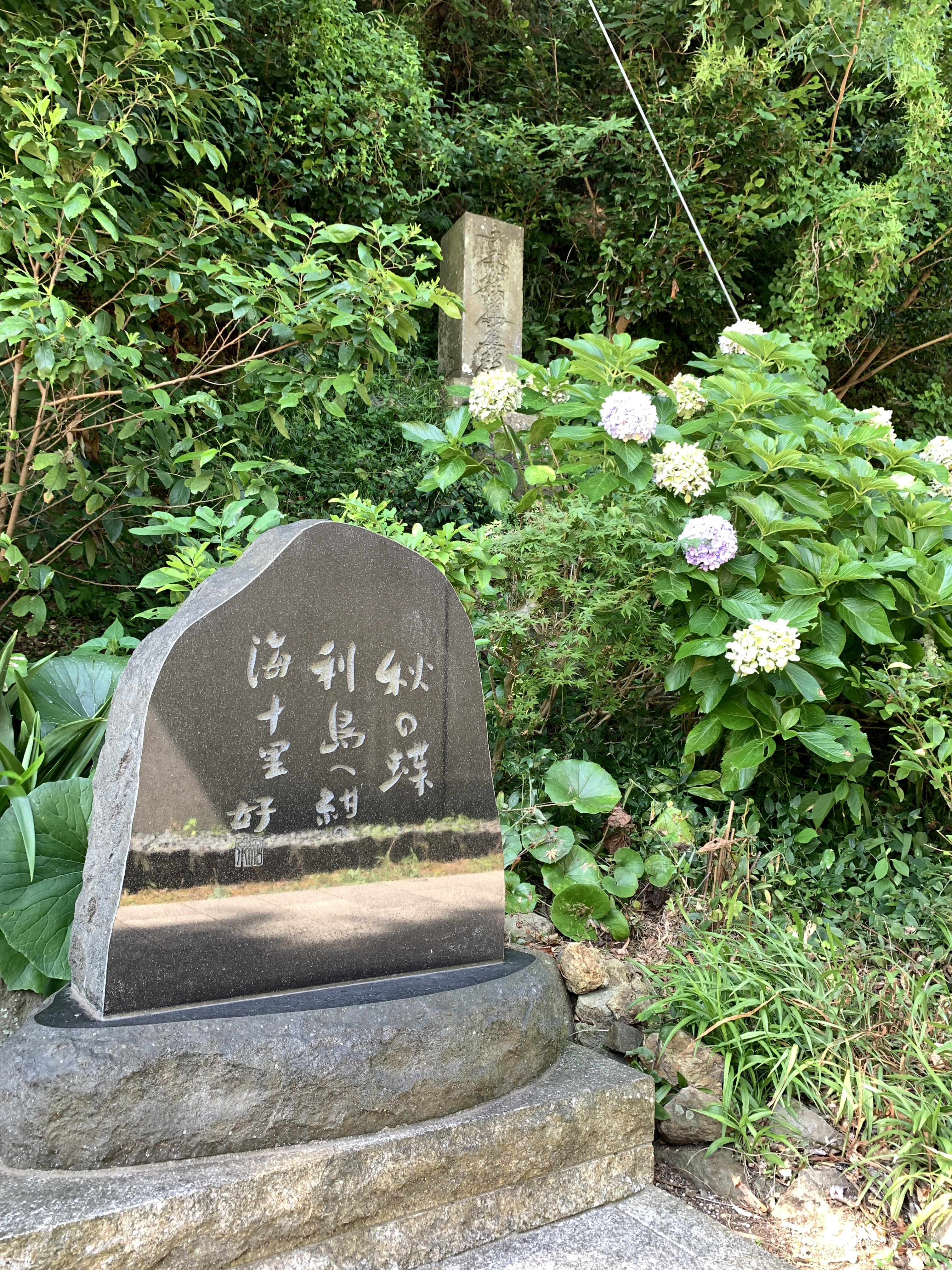
和泉好の句碑（了仙寺山門前　静岡県下田市）